# 吉斯卡尔
吉斯卡尔（法語：Guiscard，法語發音：[ɡiskaʁ]）是法国瓦兹省的一个市镇，属于贡比涅区。

## 地理
吉斯卡尔（49°39'21"N, 3°3'6"E）面积20.49 平方千米，位于法国上法蘭西大區瓦兹省，该省份为法国北部内陆省份，北起索姆省，西接厄尔省和滨海塞纳省，南至塞纳-马恩省和瓦兹河谷省，东临埃纳省。
与吉斯卡尔接壤的市镇（或旧市镇、城区）包括：吉夫里、博日苏布瓦、贝尔朗库尔、克里索勒、弗拉维勒梅尔德、弗雷尼什、莫库尔、米朗库尔、勒普莱西帕特杜瓦、凯米、维勒塞尔沃、埃姆里阿隆。

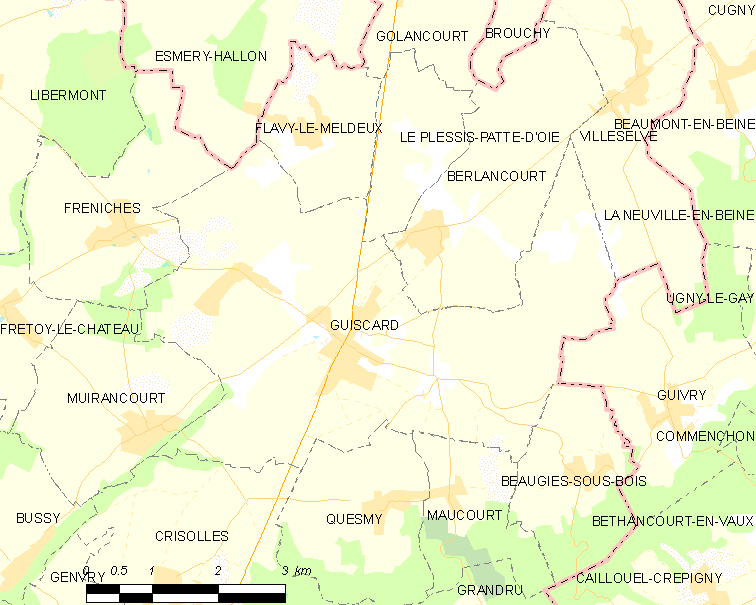
吉斯卡尔的OSM定位图

吉斯卡尔的时区为UTC+01:00、UTC+02:00（夏令时）。

## 行政
吉斯卡尔的邮政编码为60640，INSEE市镇编码为60291。

## 政治
吉斯卡尔所属的省级选区为努瓦永县。

## 人口

1962-2008年间吉斯卡尔人口变化图示

吉斯卡尔于2022年1月1日时的人口数量为1763人。